# Stanley Kubrick
Stanley Kubrick (Manhattan, Nueva York, 26 de julio de 1928-St Albans, Reino Unido, 7 de marzo de 1999) fue un director de cine, guionista, productor y fotógrafo estadounidense nacionalizado británico. Considerado por muchos como uno de los cineastas más influyentes del siglo XX, destacó tanto por su precisión técnica como por la notable estilización y la profunda carga simbólica de sus películas.
Pese a nacer en Manhattan, vivió su infancia en Brooklyn bajo las secuelas de la Gran Depresión. En la escuela era introvertido y callado, además de tener malas calificaciones, lo que luego le impidió entrar en una universidad y se vio obligado a mantenerse mediante la venta de fotografías a la revista Look, apuestas y juegos de ajedrez en donde conoció a James B. Harris con quien fundaría una humilde productora luego de comenzar a trabajar en el cine a partir de 1951. Con el dinero recaudado estrenó su primer proyecto, el cortometraje documental Day of the Fight, que le proporcionó un modesto beneficio económico tras ser adquirido por RKO Pictures. Esta compañía también le adelantó dinero para su siguiente trabajo, un documental de nueve minutos llamado Flying Padre.
Tras esto realizó su primera película, Fear and Desire (1953), si bien la crítica la trató decentemente, Kubrick más tarde renegó de ella e incluso intentaría comprar todas las copias para quemarlas. El beso del asesino (1955) fue su segunda película, con temática de cine negro, ahí se empieza a notar los inicios de su característico estilo en esta película que más tarde le sería de inspiración a Quentin Tarantino para Pulp Fiction.
Cuando Kubrick conoció a James B. Harris en sus juegos de ajedrez, fundó con él Kubrick Harris Production, una humilde productora con la que Kubrick realizaría su tercera película The Killing (1956). Kubrick y Harris harían todo lo posible para estrenarla en cines y al lograrlo, tuvo un mediano éxito comercial. Esto dio a conocer a Kubrick y llamó la atención de Kirk Douglas, quien negoció con Kubrick producir su cuarta película: Paths of Glory (Senderos de gloria, 1957).
Tras esta grabación dirigió su primera película de alto presupuesto, Espartaco (1960), que fue galardonada con cuatro premios Óscar y elevó la carrera de Kubrick a un mayor nivel. Tras el éxito que cosechó la cinta —incluyendo un Globo de Oro a la mejor película dramática—, Kubrick tuvo la oportunidad de dedicarse a otro proyecto, Lolita de 1962. El largometraje, protagonizado por Sue Lyon y James Mason, mereció críticas dispares y suscitó numerosas controversias debidas a las tendencias hebefícas que muestra su protagonista masculino. Sin embargo, fue nominado como mejor director en los premios Globo de Oro y en el festival de Venecia en 1962. Dos años después dirigió Dr. Strangelove (¿Teléfono rojo? volamos hacia Moscú, 1963), por la cual fue candidato a varios galardones, entre ellos varios premios BAFTA y su primera nominación al Óscar, en las categorías mejor director y guion adaptado.
En 1968 alcanzó la cumbre de su carrera con 2001: A Space Odyssey, filme de ciencia ficción con el que ganó su único Óscar a título personal, por el diseño de efectos especiales. Además, la película es considerada como una de las mejores de la historia dentro de su género. Posteriormente, Kubrick dirigió La naranja mecánica, una de las cintas más polémicas de la historia, sobre todo por su poco nivel de censura. Esta es una adaptación de la novela homónima de Anthony Burgess que muestra al personaje Alex DeLarge —interpretado por Malcolm McDowell—, un delincuente sociópata y carismático, cuyos placeres son la música clásica, la violación y la llamada ultraviolencia. El largometraje fue polémico en varios países, entre ellos el Reino Unido. Por esto, Kubrick pidió a Warner Bros que lo retirara del Reino Unido, pues se encontraba bajo mucha presión e incluso llegó a recibir amenazas de muerte dirigidas hacia él y su familia. Además, La naranja mecánica fue candidata a cuatro premios Óscar, siendo la primera película de ciencia ficción en ser nominada a mejor película en la historia de los premios Oscar de la academia, y Kubrick fue candidato a este galardón, al Globo de Oro y al BAFTA por su dirección y guion.
Posteriormente dirigió Barry Lyndon de 1975, ganadora de cuatro Óscar; Kubrick perdió como mejor director ante Miloš Forman por One Flew Over the Cuckoo's Nest (Alguien voló sobre el nido del cuco), con Jack Nicholson. Este actor protagonizó la siguiente película de Kubrick, El resplandor, basada en la novela de Stephen King. Tras de la realización del filme, King comentó que le desagradó la versión de Kubrick. Asimismo, dirigió Full Metal Jacket (La chaqueta metálica, 1987) y finalmente Eyes Wide Shut (1999).
Entre sus trece películas se encuentran clásicos del cine como Paths of Glory (1957), Spartacus (1960), Lolita (1962), Dr. Strangelove or: How I Learned to Stop Worrying and Love the Bomb (1964), 2001: A Space Odyssey (1968), A Clockwork Orange (1971), Barry Lyndon (1975), The Shining (1980), Full Metal Jacket (1987) o Eyes Wide Shut (1999).

## Notas biográficas y personalidad

Stanley Kubrick hacia 1930 con su padre, Jack.

### Carácter

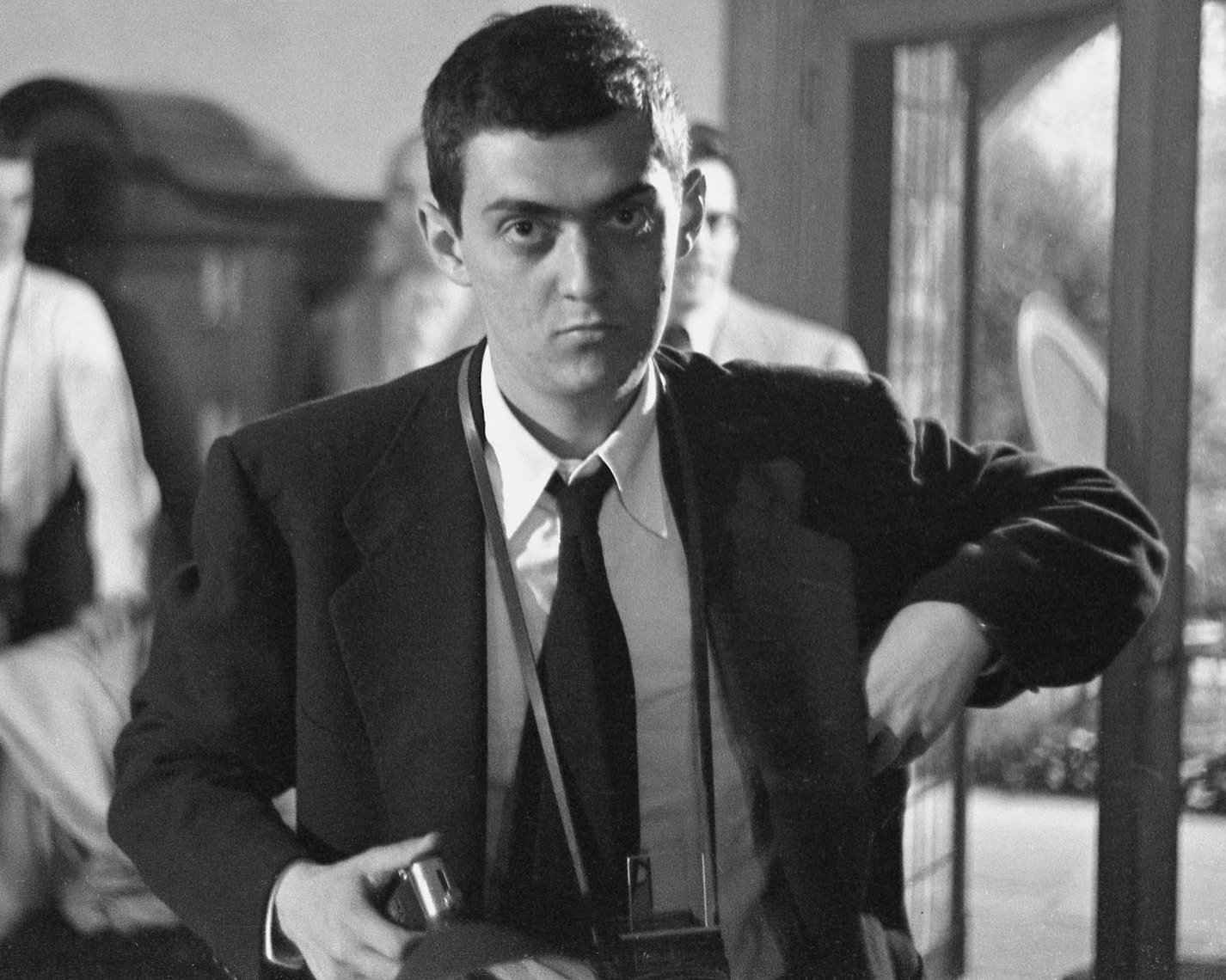
Stanley Kubrick en 1949.

### Fallecimiento

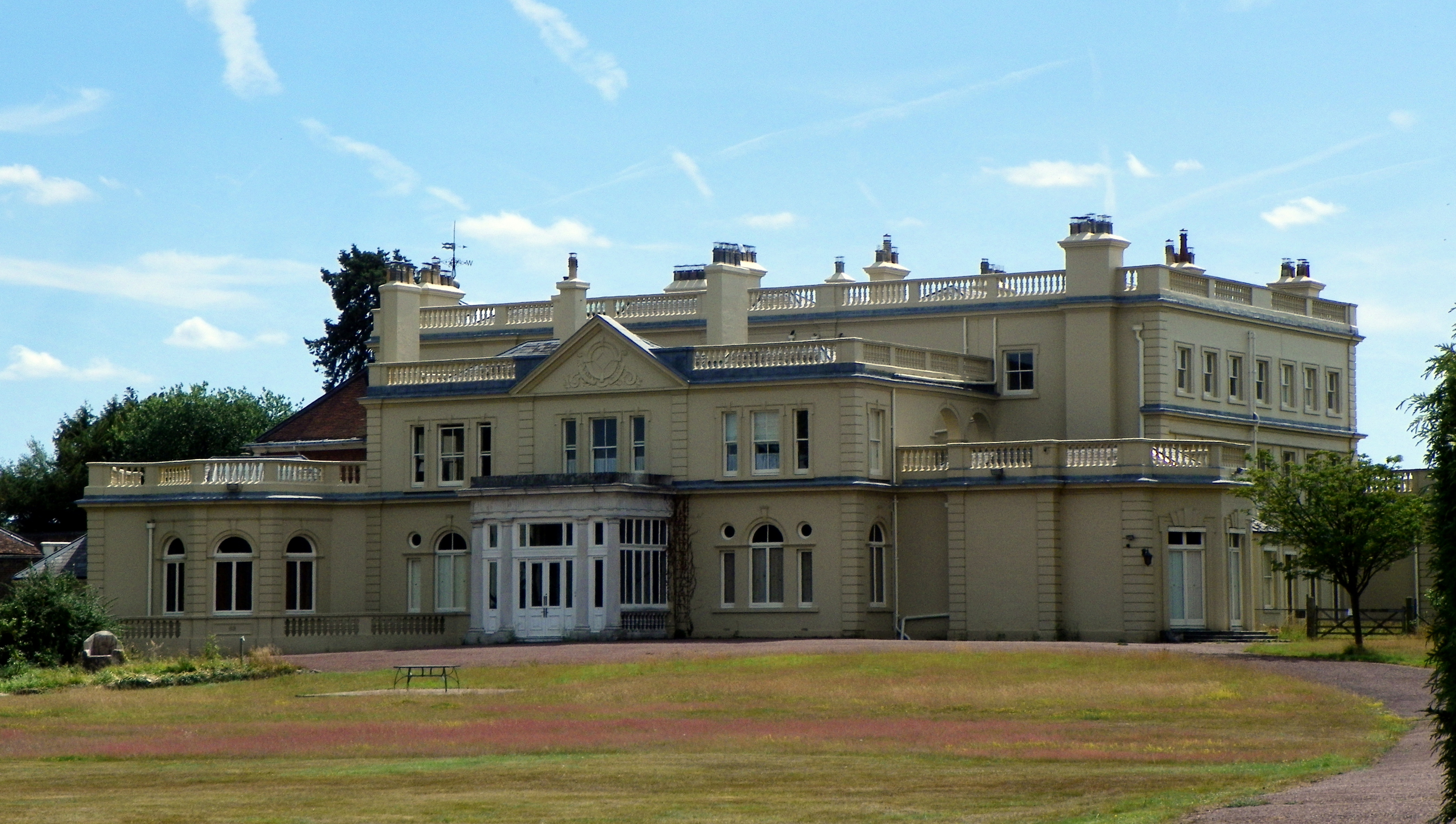
Mansión de Childwickbury Manor donde residió Stanley Kubrick los últimos años de su vida, y en cuyos terrenos fue enterrado.

### Primeros proyectos

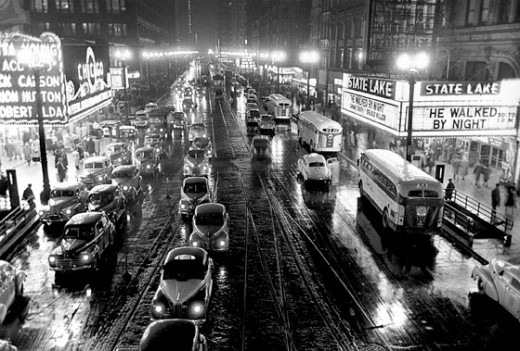
Fotografía tomada por Kubrick, en donde se muestran las calles de Chicago. Esta sería publicada por la revista Look en 1949.

### 1968-1980: obras cumbre

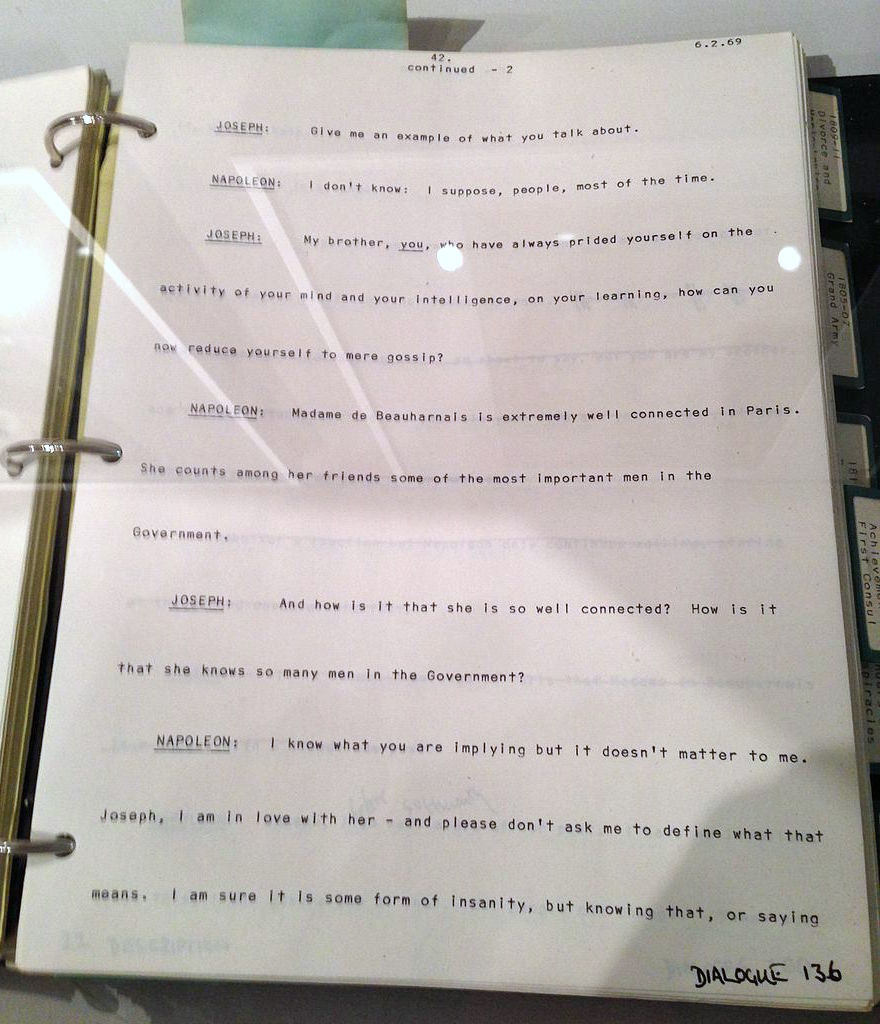
El guion del proyecto nunca realizado de Kubrick, Napoleón.